# Amazaspo I
Amazaspo I (em latim: Amazaspus; em grego: Αμαζάσπος; romaniz.: Amazáspos; em georgiano: ამაზასპ; romaniz.: Amazasp) foi um rei (mefe) do Reino da Ibéria mencionado nas crônicas georgianas da Idade Média que, segundo Cyril Toumanoff, governou de 106 a 116.

## Nome
Amazaspes (Αμαζάσπες, Amazáspēs) ou Amazaspo (Amazaspus; Αμαζάσπος, Amazáspos) são as formas latina e grega do persa médio Hamazaspe (*Hamazāsp) que, em última análise, deriva do persa antigo Hamazaspa (Hamāzāspa). Embora a etimologia precisa de *Hamazāsp/Hamāzāspa permaneça sem solução, pode ser explicada através do avéstico *hamāza-, "colisão/confronto" + aspa-, "cavalo", ou seja, "aquele que possuía corcéis de guerra". Foi registrado em armênio (Համազասպ, Hamazasp) e georgiano (em georgiano: ამაზასპ, Amazasp’) como Hamazaspe.

## Vida
Cyril Toumanoff o identifica com o Amazaspo citado na Estela de Vespasiano, o que o coloca como filho e sucessor de Mitrídates I (r. 58–106); por outro lado, as fontes georgianas se referem a ele como filho de Azorque. Toumanoff ainda o identificou com o rei Xefarnugo citado na Estela de Serapitis. Para justificar a associação, afirmou que esse nome, na verdade, era um epíteto iraniano ou irano-semita formado do persa antigo Xšaya e *farnuka/farnuxa (<farnah) que significou "esplendor real" ou "poder de Saturno". As crônicas georgianas relatam o governo conjunto de dez anos de Amazaspo com Deroque/Deruque e registram Armazi como sua capital (enquanto a residência de Deroque era em Misqueta). Muitos estudiosos modernos, no entanto, consideram a diarquia ibérica uma lenda e argumentam que Amazaspo era rei por direito próprio. Em 116, foi sucedido por seu filho Farasmanes II (r. 116–132).